# Батрам Сурі
Батрам Сурі (англ. Batram Suri, нар. 2 листопада 1971, Лаугу) — футболіст Соломонових Островів, який грав на позиції нападника і півзахисника у низці соломонських та закордонних клубів, та у збірній Соломонових Островів. Фіналіст Кубка націй ОФК 2004.

## Клубна кар'єра
Батрам Сурі народився у 1971 році, та розпочав виступи на футбольних полях у 1990 році в соломонському клубі «Лауга». У 1992—1994 роках він грав у таїтянському клубі «Дрегон», після чого до 2000 року грав у новозеландських клубах «Нельсон Сабарбз» і «Футбол Кінгз». У 2000 році на короткий час повернувся до свого першого клубу «Лауга», після чого протягом 2001 року грав за фіджійський клуб «Наді». У 2002—2003 роках Батрам Сурі грав у складі новозеландського клубу «Янг Харт Манавату». з 2003 до 2005 років футболіст знову грав на батьківщині за клуби «Колоале» і «Су'урія» (перейменований пізніше в «Макуру»), після чого знову грав у Новій Зеландії за клуби «Річмонд Атлетік» і «Кентербері Юнайтед». У 2007—2008 роках знову грав за «Макуру», після чого у 2008—2009 році грав за новозеландський клуб «Феррімід Бейз», після чого знову повернувся до «Макуру». У 2010 році Батрам Сурі став гравцем вануатського клубу «Амікаль», у якому й завершив свою футбольну кар'єру в 2012 році.

## Виступи за збірну
Батрам Сурі дебютував у збірній Соломонових Островів у 1992 році. У складі збірної він грав на чотирьох Кубках націй ОФК — у 1996, 2000, 2002 і 2004 років. У 2004 році разом із командою здобув срібні медалі Кубка націй ОФК, відзначився забитим м'ячем у фінальному матчі. У складі збірної грав до 2005 року, зігравши у її складі 48 матчів. у яких відзначився 10 забитими м'ячами.

## Тренерська кар'єри
Після завершення виступів на футбольних полях Батрам Сурі у 2014—2017 роках тренував вануатський футбольний клуб «Іфіра Блек Берд». з 2018 року Сурі став головним тренером збірної команди Соломонових Островів до 19 років. З наступного року він паралельно очолив молодіжну збірну віком гравців до 23 років.

## Титули і досягнення
- Володар Кубка Меланезії: 1994
- Срібний призер Кубка націй ОФК: 2004
- Бронзовий призер Кубка націй ОФК: 2000